# Tjocksvansmaki
Tjocksvansmaki (Cheirogaleus medius) är en däggdjursart som beskrevs av É. Geoffroy Saint-Hilaire 1812. Cheirogaleus medius ingår i släktet Cheirogaleus och familjen muslemurer. IUCN kategoriserar arten globalt som livskraftig. Inga underarter finns listade.
Arten blir 17 till 23 cm lång (huvud och bål), har en 19 till 27 cm lång svans och väger 120 till 270 g. På ovansidan är pälsen främst ljusbrun och undersidan är täckt av krämfärgad päls. Hos några individer förekommer en mörkbrun längsgående strimma på ryggens mitt. Dessutom finns ett ljust band kring halsen som är öppet på ovansidan.
Denna primat förekommer på norra, västra och södra Madagaskar. Arten vistas i låglandet och i låga bergstrakter upp till 800 meter över havet. Habitatet utgörs av lövfällande skogar.
Ett föräldrapar och deras ungar från olika födslar bildar en liten flock. De är aktiva på natten och vilar på dagen i trädens håligheter eller i andra gömställen. Honor föder vanligen två ungar per kull och ibland upp till fyra ungar. Ungarna blir under andra levnadsåret könsmogna.
Cheirogaleus medius äter bland annat växtdelar som frukter, frön och blommor samt insekter. Den slickar även söta vätskor som avsöndras av växter och ryggradslösa djur. Liksom andra medlemmar av samma släkte håller den upp till 6 månader vinterdvala.